# 陈安妮
陈安妮（1992年11月—）是中国漫画作者，出生于广东省汕头市，快看漫画的创始者。2014年7月在广东外语外贸大学毕业。
2012年漫畫家杨笑汝在陈安妮學校舉行講座，燃起她過去畫畫的興趣。2013年，在大學期間借錢買了數位板，開始在新浪微博開設「伟大的安妮」發佈漫畫。次年以網絡連載的《安妮和王小明》獲得金龙奖最佳幽默漫画金奖。2018年擔任第15届金龙奖形象大使。

## 作品
- 《对不起，我只过1%的生活》[2]
- 《妮玛，这就是大学》
- 《安妮和王小明》[6]